# Daniel Neumann (Politiker)
Daniel Neumann (* 7. Juni 1984 in Neuss, Deutschland) ist ein deutscher Politiker (PIRATEN) und war von Juli 2012 bis Februar 2015 Mitglied des Landesvorstandes der Piratenpartei Nordrhein-Westfalen.

## Karriere
Daniel Neumann wurde erstmals als Beisitzer in den Landesvorstand der Piraten-Partei am 1. Juli 2012 gewählt. Am 27. April 2013 wurde er in das Amt des stellvertretenden Vorsitzenden gewählt, das er über zwei Perioden bis zum Februar 2015 ausübte.
Für die Kommunalwahl 2014 in Nordrhein-Westfalen kandidierte er für den Neusser Stadtrat im Wahlbezirk Stadionviertel und für den Kreistag im Wahlbezirk Neusser Furth / Weißenberg. Mediale Aufmerksamkeit erlangte er vor und während seiner Aktivität im Landesvorstand für die Ausarbeitung der Urheberrechtsreform der Piratenpartei. Zum Auftakt diverser runder Tische zum Urheberrechtsdialog der Piratenpartei war er unter anderem mit Bruno Kramm bei der Gema sowie weiterer Veranstaltungen. Zudem organisierte er die Aktion „Musik braucht keine GEMA“ der Piratenpartei NRW. Im September 2012 veröffentlichte er mit der Hilfe des bekannten Netzanwaltes Udo Vetter einen umfassenden Reformvorschlag für das Urheberrecht. Daniel Neumann studierte Medieninformatik und arbeitet als Webentwickler.